# 斑点狸藻
斑点狸藻（學名：Utricularia punctata）為狸藻屬中型浮水生食虫植物。其种加词“punctata”来源于拉丁文“punctus”，意为“斑点”，指其植株表面覆盖无柄的腺体。斑点狸藻分布于婆罗洲、缅甸、中国、西马来西亚、苏门答腊、泰国及越南。

## 外部連結
- 食虫植物照片搜寻引擎中斑点狸藻的照片 （页面存档备份，存于）

 维基共享资源上的相關多媒體資源：斑点狸藻
 維基物種上的相關：斑点狸藻